# 天狗塚
天狗塚（てんぐづか）は、徳島県三好市に位置する山である。標高1,812m。四国百名山、とくしま88景選定。

## 地理
旧三好郡東祖谷山村に位置。徳島県下では第8位の高峰である。剣山国定公園に含まれる。三嶺を東端とする山塊の西尾根にピラミッド形にそびえる。
頂上付近一帯にはミヤコザサが生い茂り、露岩地にはコメツツジが群生している。地質的には三波川帯に属する。
山頂からの展望は、真下の西側には牛の背の草原、東側は西熊山への草原から三嶺に至る美しい尾根が続く。遥か北側には足下の祖谷川を挟んで寒峰・烏帽子山・矢筈山などの祖谷の山々、南側には綱附森から京柱峠へ延びる高知県境の山並み、晴天には遠く石鎚山や太平洋まで眺められる。
理論上、天狗塚西側の牛の背の草原からミツコバ山にかけての地域は、約172km離れたあべのハルカスを望むことが出来る最遠地点とされる。

## 登山
国道439号から西山林道に入り登山口へ、2時間半の急登で天狗峠（旧名：いざり峠）に到着するとこれまでの苦行が報われるような天空の楽園である。
東西に広がる草原の真ん中に聳えるピラミッドのような山頂へはあと30分である。

## ギャラリー

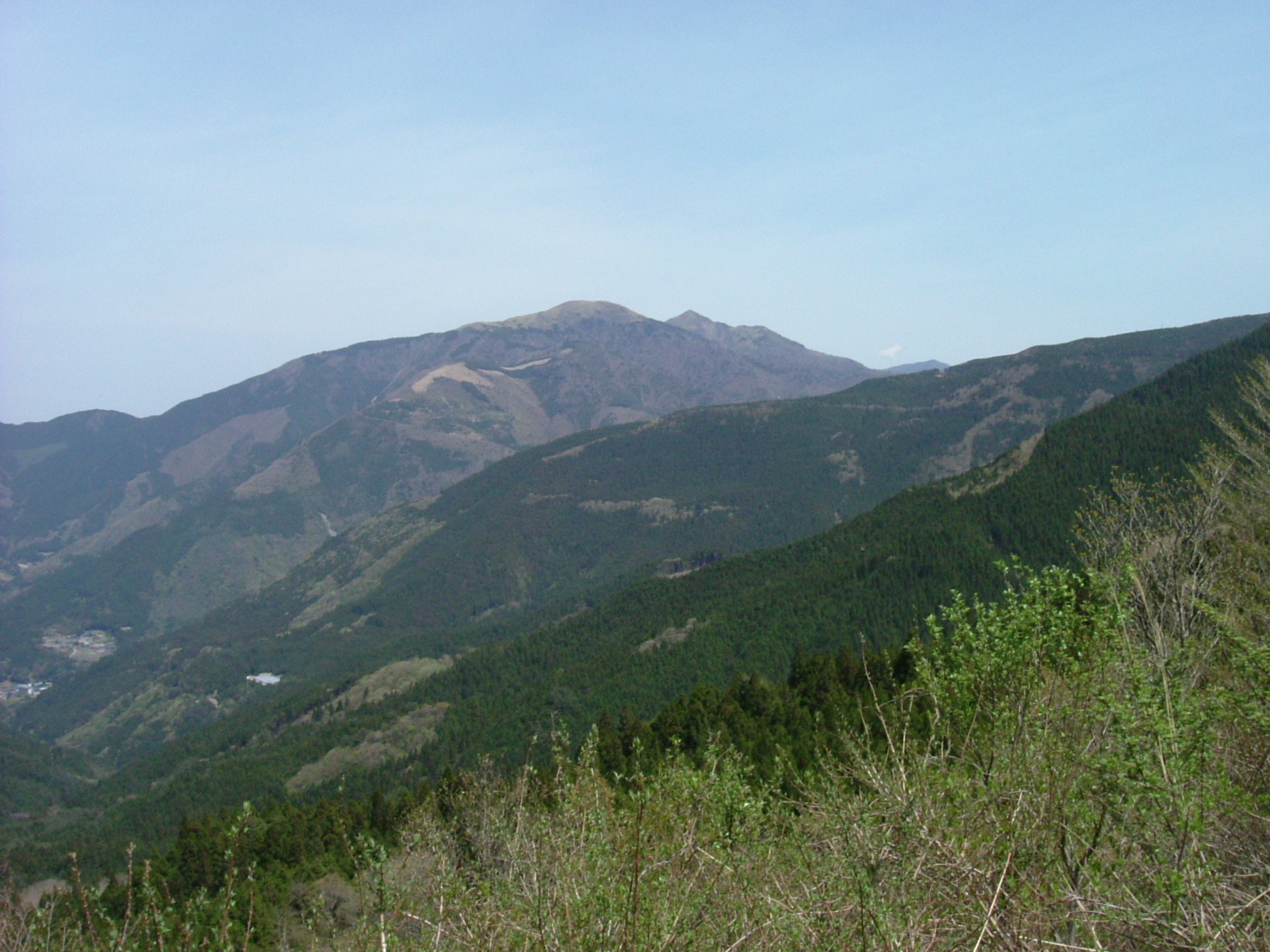
遠景
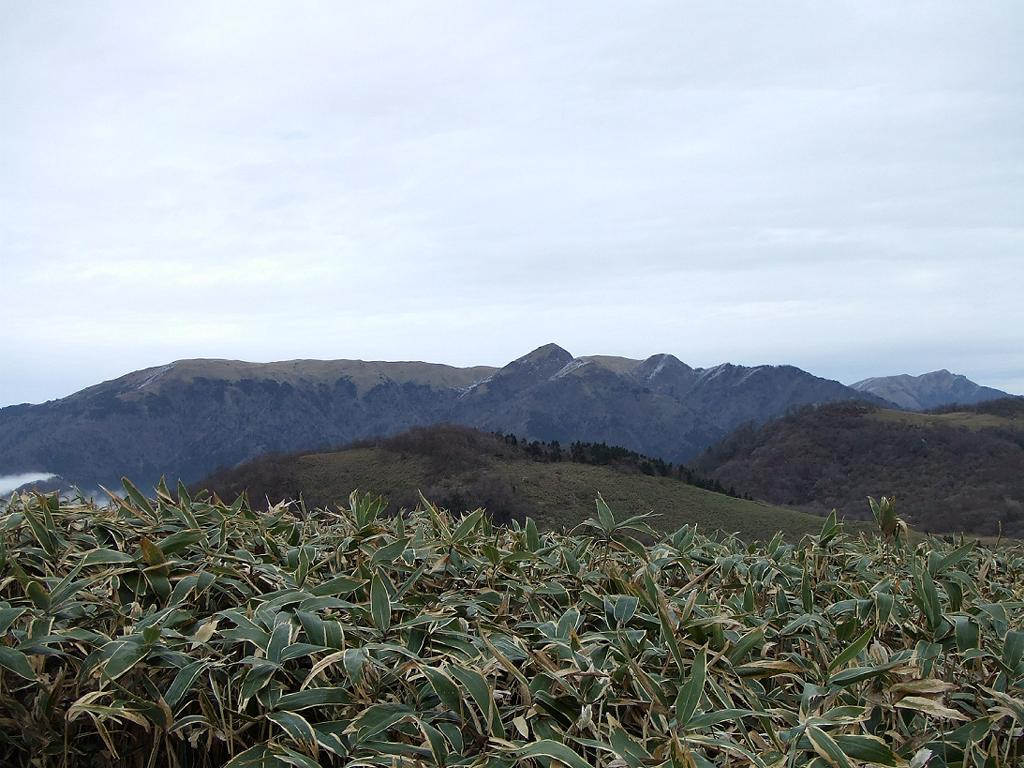
中央が天狗塚
全景
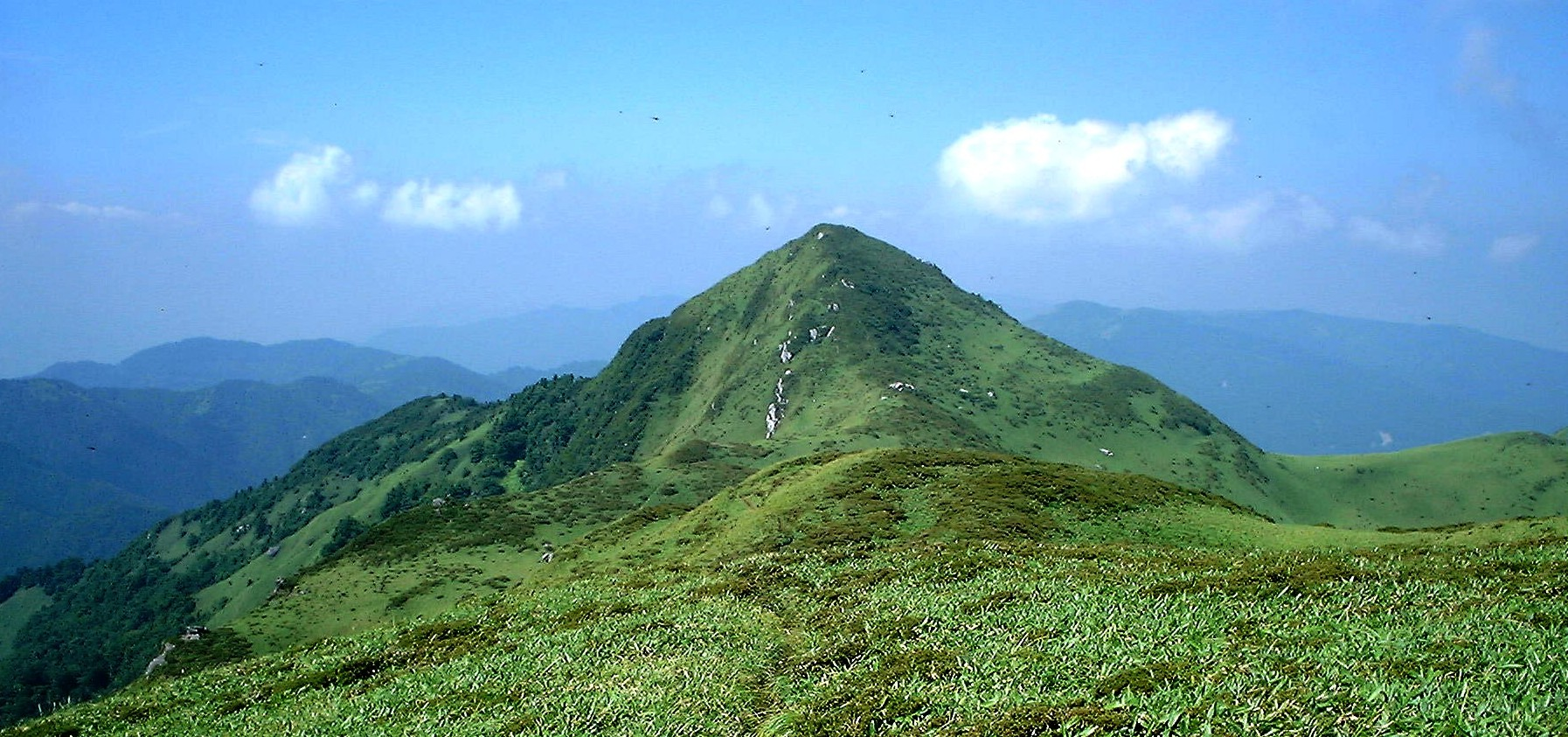
近景
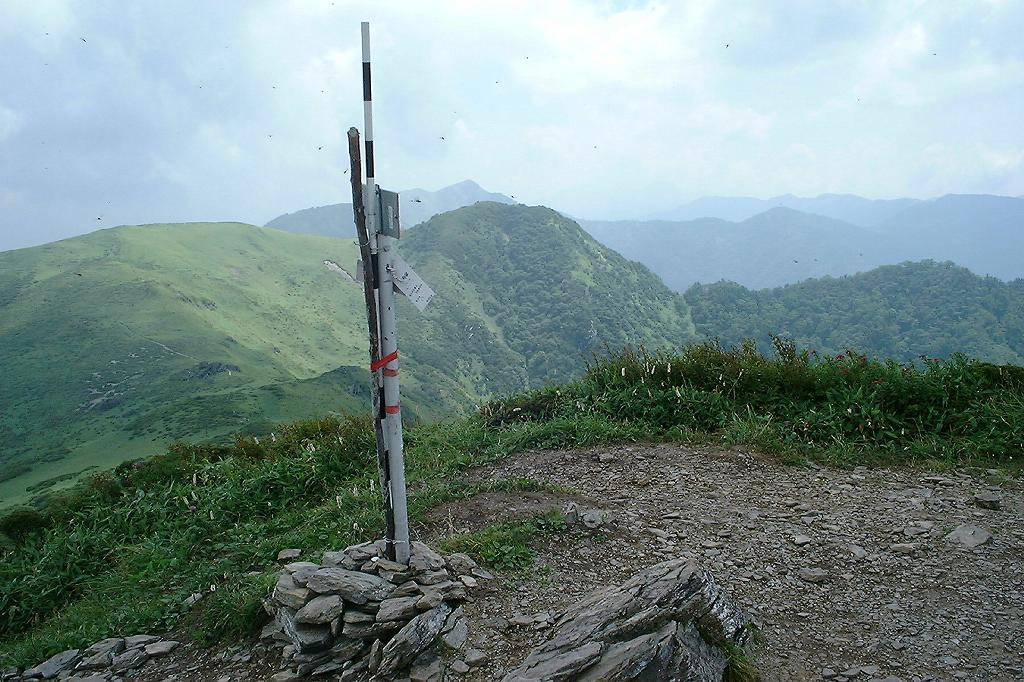
頂上
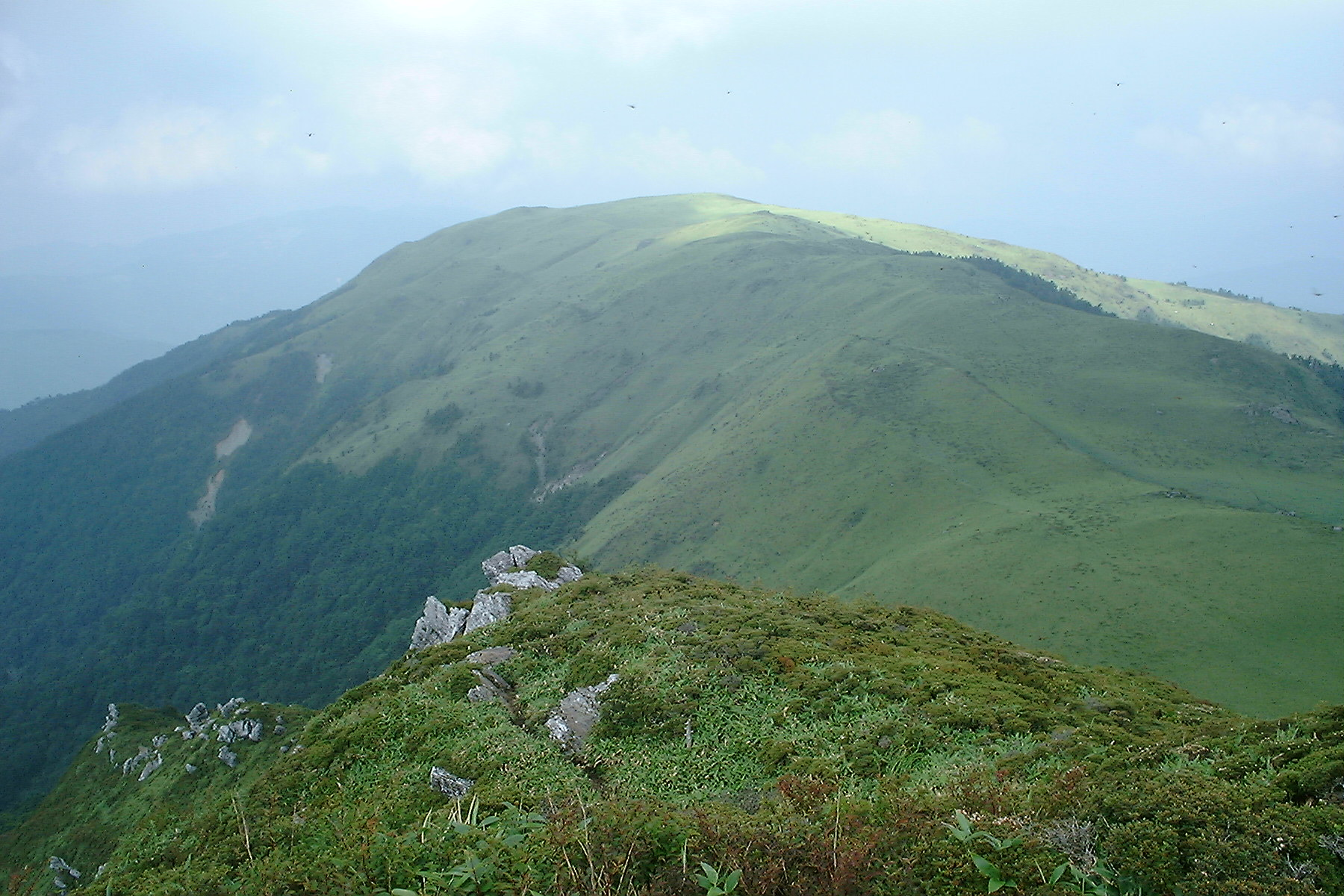
牛の背